# Alex Diamond
Alex Diamond ist der Name eines Kunstprojektes, das 2004 vom Hamburger Künstler Jörg Heikhaus initiiert worden ist. Jörg Heikhaus ist ebenfalls der Gründer der Galerie heliumcowboy (2002–heute) in Hamburg. Bis 2010 wurde dieses Projekt ohne eine direkte Verbindung zum Künstler selbst vorangetrieben, wodurch nicht bekannt war, wer sich hinter dem Pseudonym verbirgt. Ziel dieser Geheimhaltung war es, verschiedene Selbstinszenierungen vorzunehmen und der Frage nachzugehen, inwieweit sich ein Künstler ohne explizite Identität etablieren kann. Anfang 2010 hat der Künstler die Anonymität jedoch abgelegt und nutzt Alex Diamond als Pseudonym. Seit 2017 betreibt Jörg Heikhaus auch den Kunst-Podcast „heliumTALK“ (deutsch & englisch).

## Werk
Alex Diamonds Werk konzentriert sich vor allem auf die Arbeit mit Holz. Charakteristisch für seine Werke sind dynamische Figuren und eine strikte und reduzierte Farbgebung, beides findet sich oft in den Holzschnitten, Installationen, Möbeln und Holzdrucken des Künstlers. Im Mittelpunkt seiner künstlerischen Tätigkeit steht der Holzschnitt, den er jedoch nicht als reines Druckinstrument versteht, sondern bereits als Werk an sich.

## Einzelausstellungen
- Kind, gentle and fully dressed, heliumcowboy artspace, Hamburg, 2018
- Desirecologne, Galerie Die Kunstagentin, Köln, 2013
- Psychonoisedesire, Galerie heliumcowboy artspace, Hamburg, 2012
- You Can Have Your Cake, But You Can’t Touch The Icing, Einzelausstellung im Kunstverein Buchholz, Buchholz, 2012
- The Alex Diamond Mining Company, Vicious Gallery, Hamburg, 2011
- Into the Night / 01, Nice/Nice Gallery, Hannover, 2011
- Damage:Control, Factory Fresh, New York, 2010
- Don’t worry ’bout a thing 2, Demon Circus, Iguapop Gallery, Barcelona, 2010
- Don’t worry ’bout a thing 1, Being Alex Diamond, heliumcowboy artspace, Hamburg, 2009
- SCOPE Art Fair New York, Solo-Messestand mit heliumcowboy artspace, New York, 2008
- Love Me With A Gun To My Head, heliumcowboy artspace, Hamburg, 2007
- Gold, Kinder!, heliumcowboy artspace, Hamburg, 2005
- Alex Diamond’s Strange Sofa, heliumcowboy artspace, Hamburg, 2004

## Gruppenausstellungen (Auswahl)
- Wipeout, Viva con Agua Millerntor Gallery 2012, Millerntorstadion, Hamburg, 2012
- George hearts Maria, heliumcowboy artspace, Hamburg, 2012
- The Helping Hounds Of Hell - art on skateboards, Berlin und Hamburg, 2011
- Preview Berlin Art Fair, heliumcowboy artspace, Berlin, 2010
- Mountain to Surf, heliumcowboy artspace, Hamburg, 2010
- Street Art New York – Silent Auction Benefit for Free Arts NYC, Factory Fresh Gallery, New York, 2010
- VOLTA5 Art Fair Basel, heliumcowboy artspace, Basel, 2009
- Threesome, Nice Nice Exhibition Space, Hannover, 2009
- Das Herz von St. Pauli, Iguapop Gallery, Barcelona, 2009
- SCOPE Art Fair Miami, heliumcowboy artspace, Miami, 2008
- No New Enemies, Le Musee du Botanique, Brüssel, 2008
- SCOPE Art Fair Miami, heliumcowboy artspace, Miami, 2007
- SCOPE Art Fair Basel, heliumcowboy artspace, Basel, 2007
- Don’t Wake Daddy, Feinkunst Krüger, Hamburg, 2007
- SCOPE Art Fair New York, heliumcowboy artspace, New York, 2007
- SCOPE Art Fair Miami, heliumcowboy artspace, Miami, 2006

## Publikationen (Auswahl)
- The Alex Diamond Mining Company, Verlag GUDBERG, Hamburg, 2012
- Don’t Worry ‘bout A Thing! (Being Alex Diamond), Verlag GUDBERG, Hamburg, 2009
- Love Me With A Gun To My Head, Ausstellungskatalog, heliumcowboy artspace, Hamburg, 2007